# Паліївка (Одеський район)
Палії́вка — село в Україні, у Вигодянській сільській громаді Одеського району Одеської області. Населення становить 322 осіб.

## Географія
Село розташоване на березі однойменної Паліївської затоки Хаджибейського лиману.

## Історія
Під час організованого радянською владою Голодомору 1932—1933 років померло щонайменше 14 жителів села.
Станом на 1 вересня 1946 року хутір Паліївка був в складі Одрадівської сільської ради Біляївського району.
17 липня 2020 року, в результаті адміністративно-територіальної реформи та ліквідації Біляївського району, село увійшло до складу Одеського району, а Вигодянська сільська рада об'єднана з Вигодянською сільською громадою.

## Населення
Згідно з переписом 1989 року населення села становило 690 осіб, з яких 328 чоловіків та 362 жінки.
За переписом населення 2001 року в селі мешкали 322 особи.

## Мова
Розподіл населення за рідною мовою за даними перепису 2001 року:
| Мова       | Відсоток |
| ---------- | -------- |
| українська | 90,99 %  |
| російська  | 6,52 %   |
| молдовська | 2,17 %   |
| болгарська | 0,31 %   |